# 小行星4233
小行星4233（英語：4233 Palʹchikov）是一颗围绕太阳公转的小行星。1977年9月11日，尼古拉·切爾尼赫在克里米亚发现了此天体。
这颗小行星的绝对星等为112.5088569115995等。